# Monoxenus ruandae
Monoxenus ruandae là một loài bọ cánh cứng trong họ Cerambycidae.